# История Новой-Хуты (музей)

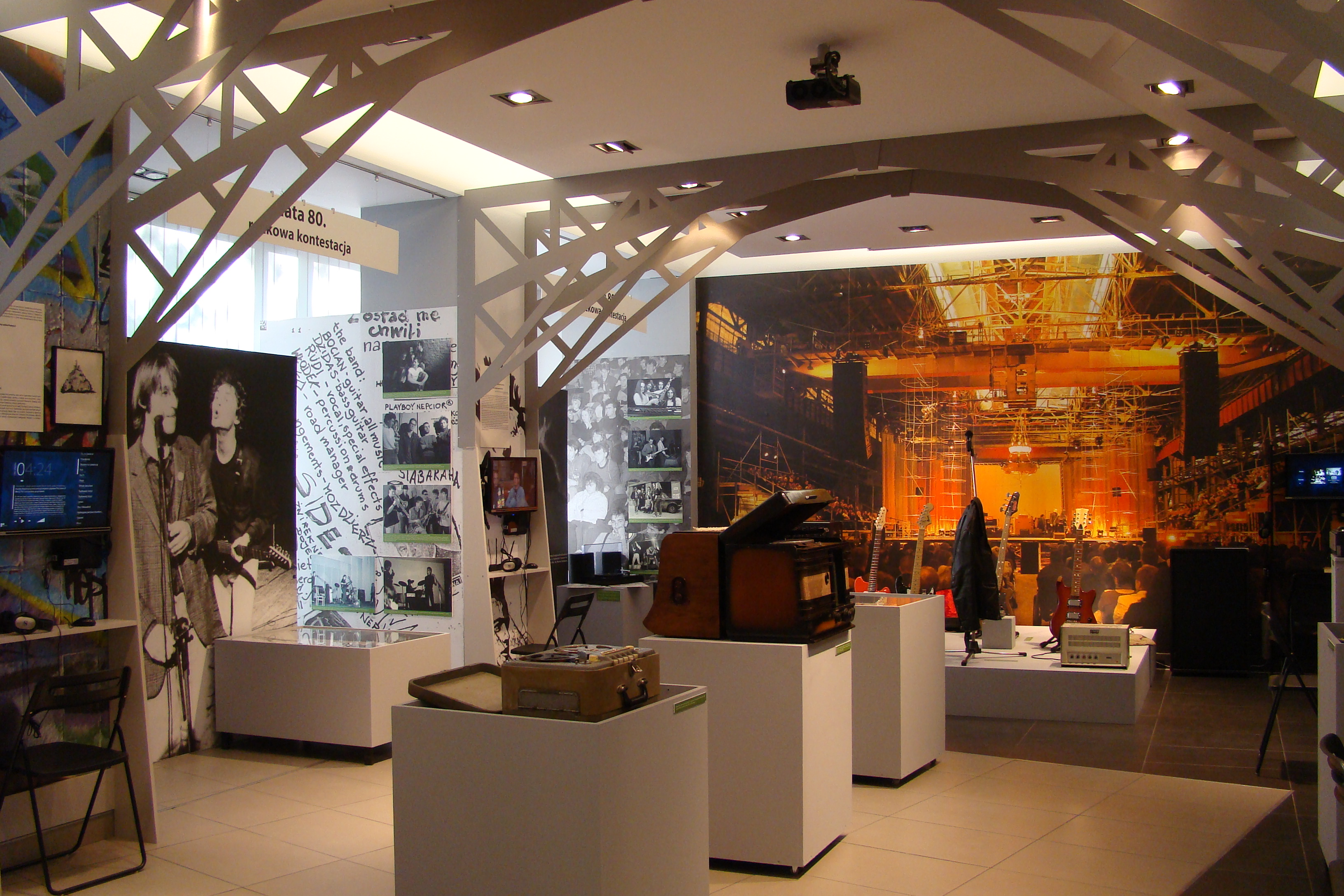
Экспозиця музея

Музей «История Новой-Хуты» (пол. Dzieje Nowej Huty) — музей, находящийся в краковском районе Нова-Хута по адресу Оседле-Слонечне, 16. Филиал Краковского исторического музея.
Музей был основан в 26 апреля 2006 года. Музей исследует, разрабатывает и демонстрирует материалы, связанные с историей краковского района Нова-Хута от предыстории до настоящего времени. Музей организует тематические лекции и конференции, готовит, публикует и распространяет научные материалы об истории Новой-Хуте. В музее действует выездная выставка, во время которой посетители знакомятся с исторической, сакральной и социалистической архитектурой и важными историческими местами Новой-Хуты. Музей ежегодно организует мероприятие под названием «Посещение Новой-Хуты», во время которого посетители посещают металлургический комбинат имени Тадеуша Сендзимира.
Музей располагается в бывшем магазине «Składnicy Harcerskiej» на первом этаже многоэтажного жилого дома, построенного в 1957 году. В этом помещении представлены выставки фотографий Новой-Хуты фотографов Хенрика Хермановича, Станислава Галинского и Януша Подлецкого, а также различные печатные материалы, в частности листовки, публикации самиздата и плакаты, связанные с жизнью местных жителей, деятельностью и историей металлургического комбината Хуты имени Тадеуша Сендзимира.